# ユニバーサル・ライフ

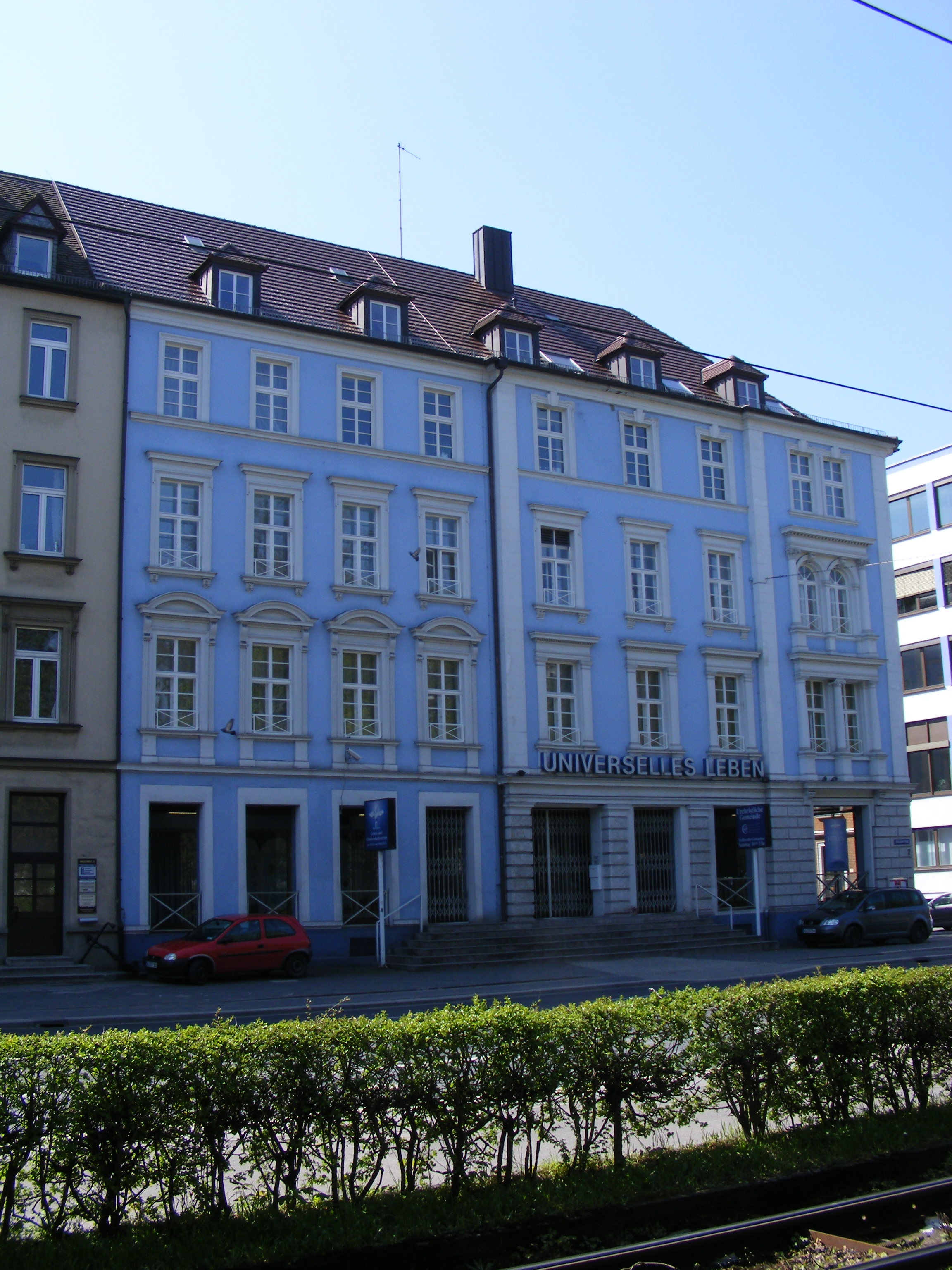
『ユニバーサル・ライフ』（Universelles Leben）ドイツのヴュルツブルクにある世界本部。

ユニバーサル・ライフ(Universal Life ;Universelles Leben)は、一部の“新啓示運動”のメンバーや“カルト批評家”らなどからも批評され、何かと物議を醸すことでも知られている、ドイツのヴュルツブルク(Würzburg)に本拠地を置くキリスト教系の新宗教運動である。このグループは、もとは"Heimholungswerk Jesu Christi"（ドイツ語で「イエス・キリストを家に呼び寄せる働き」）と呼ばれていたが、1984年以降は『ユニバーサル・ライフ』(Universelles Leben)として知られるようになった。
- 非公式の略号 は"UL"

## 組織
ユニバーサル・ライフは、創始者ガブリエレ・ヴィッテク(Gabriele Wittek)による、彼女自身の教えを世に広めたことに端を発する。これらの活動は、かねてよりガブリエレ自ら、女預言者または霊の告知者として、イエス・キリストまたは他の霊的な存在から啓示を受けたものであると主張していたものである。これらは山上の説教とモーセの十戒に沿うもの、さらに真理の根本的な基礎であると、彼女は主張した。　2003年にヴィッテクは、『これは、私の言葉である』(Das ist mein Wort)という、彼女自身のバイブル（霊言集）を出版した。
ユニバーサル・ライフの信者らは、数ある他の教育施設、学校、自然治癒診療所、そして出版社と、これらを経営する。また彼らは、有機農業の原則に従って農業事業所を運営する。しかし、これらの企業体はユニバーサル・ライフとの公式的な繋がり（関連）は無い。

## 沿革
ガブリエレ・ヴィッテクは彼女の母親が亡くなったあと、最初の「内なる言葉」を聞いたと主張している。　一年後、彼女は霊の会合の最中に既に亡くなったはずの彼女の母親が姿を現すのを見た。　そしてその姿を現したという母親と話をした。　ヴィッテクは、その後に「ブラザー・エマニュエル」と名乗る亡霊を含む、いくつかの心霊現象の体験をしていると公言した。　
とうとう、彼女はキリストに出会ったという。　伝えられるところによると、1987年4月18日にキリストは日常その他の間にあるという「隠された道」について、彼女に大いなる啓示を話した。　
イエスの「神の国は、あなたがたの直中（ただなか）にある」という言葉によると、神は人類と地上に生きる全ての生命の直中に存在することを考慮しておられることにおいて、ひとつの神秘的な学派（神秘主義）と関係している・・・という。
過去には、ユニバーサル・ライフは、宇宙の彼方からやって来た“マイラディ”と名乗る異星人と接触した、などと主張した。

## 信者
ユニバーサル・ライフでは正式な教会員（成員）というのは存在しないので、正確な信者数を掴むのは難しい。ゲオルグ・シュミット(Georg Schmid)という人物によると、彼の著書「教会・セクト・宗教」(Churches, Sects, Religions)の中で信者の数は、おそらくドイツ国内の約40,000人を含む、全世界で約100,000人くらいになるだろうと評価した。その他の人物の評価によれば、おそらくヴュルツブルク地方の約3,000人を含む、全世界で約10,000人くらいだろうと主張している。

ドイツのユニバーサル・ライフ協会(Universelles Leben e.V.)　の周囲には、500人もの信者が取り巻いている。この内輪のサークル活動の人々は、普段は農場で働きながらヴュルツブルク地方のコミュニティー社会の中で暮らしている。彼らは、このサークルを「新エルサレム共同体」(Community of New Jerusalem)などと呼んでいる。
ユニバーサル・ライフの活動は、ドイツ南部のバイエルンに集中している。その組織活動は、ドイツ国内のほかの地方にも相応している。オーストリアやイタリア、そしてスイス、さらにスペインでも同様である。彼らはこの他の国々でも活動を行う。

## 信仰

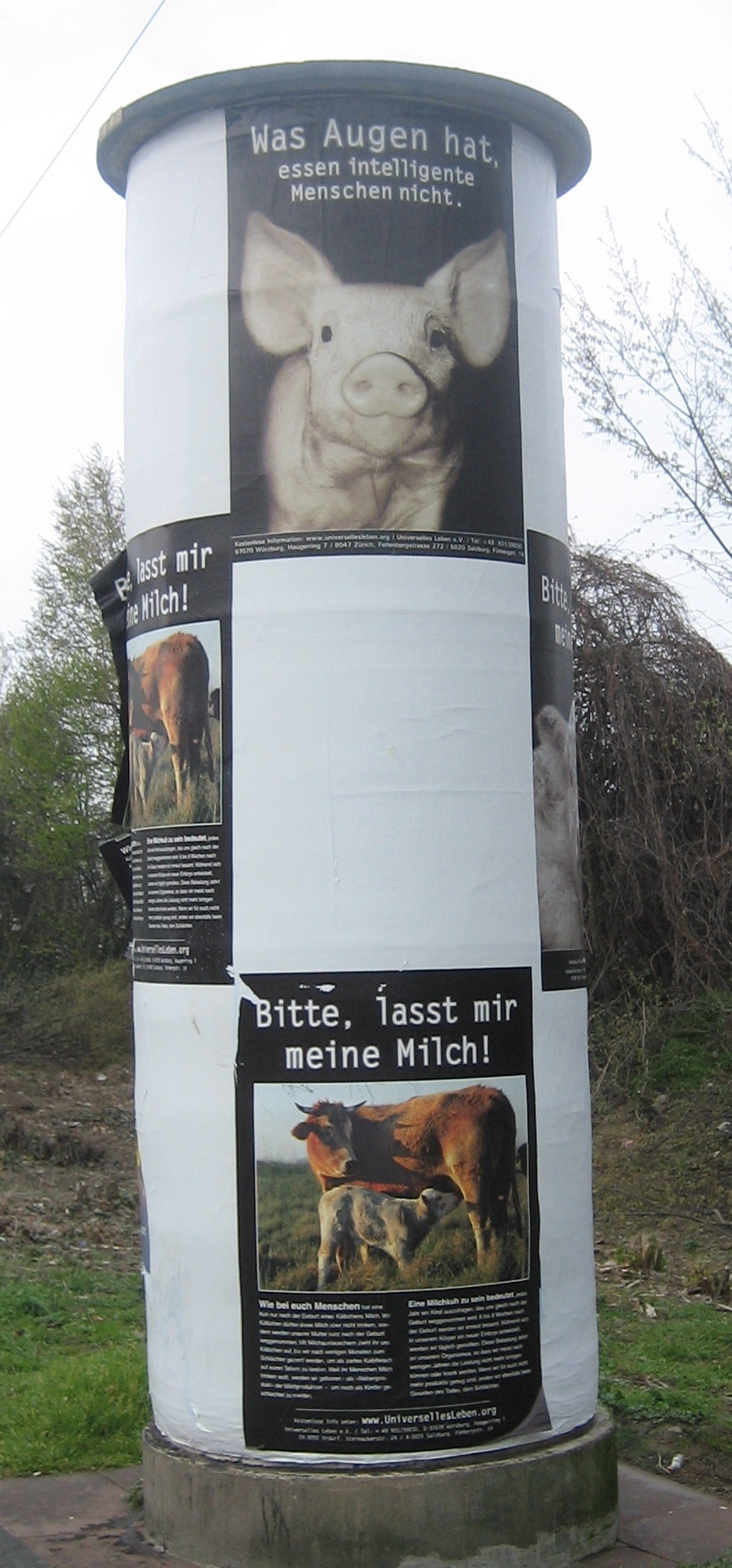
ユニバーサル・ライフの広告。ドイツ西部のノイヴィート(Neuwied)での光景。菜食主義を奨励している。

信者らは、来世での生まれ変わり（輪廻）を信じており、菜食主義を奨励している。

## 宗教問題
- ドイツでは、「政府の文書によってカルトと分類された団体」のひとつに指定されている。
  - 「ドイツ連邦共和国のいわゆる新興カルトと精神異常グループ(1996)」(Sogenannte Jugendsekten und Psychogruppen in der Bundesrepublik Deutschland)。[15]
  - 「ベルリン市政府報告(1997)」の「キリスト教を背景とする団体」 (Gruppen mit christlichem Hintergrund) [16]
- 他のヨーロッパ諸国の対応。
  - フランスの1995年に公表された「カルトに関する議会委員会報告」によると、ユニバーサル・ライフは(Community for the propagation of the universal life ;Communauté pour la propagation de la vie universelle)という名称で、リストに挙げられている。
  - オーストリアの連邦環境・青年省は、1996年にセクトとされる約200団体のリストを出版し、「国際宗教の自由報告2006」(International Religious Freedom Report 2006)の中で、リストに挙げている。